# سافينيانو إيربينو
سافينيانو إيربينو، (بالإنجليزية: Savignano Irpino)‏، هي قرية و(بلدية) في مقاطعة أفيلينو، في منطقة كامبانيا، بجنوب إيطاليا.

## السكان
في سنة 1861 بلغ عدد السكان 3٬613 نسمة، وتطور العدد ليصل في سنة 2011 لـ 1٬163 نسمة.
يظهر هذا المخطط البياني تطور النمو السكاني لـ سافينيانو إيربينو

## توأمة
لسافينيانو إيربينو اتفاقيات توأمة مع كل من:
- إسينباخ
- Savigneux, Loire [الإنجليزية]‏